# Caja de colisión
Una caja de colisión (hitbox en inglés) es una técnica invisible comúnmente utilizada en los videojuegos para la detección de colisiones en tiempo real, también llamadas cajas delimitadoras. A menudo es un rectángulo (en videojuegos 2D) o un ortoedro (en videojuegos 3D) que se añade y sigue un punto de un objeto visible (como un modelo o un sprite). También es común usar formas elípticas y esferoides, aunque se les suele llamar igualmente "cajas". Es habitual que los objetos animados tengan cajas de colisión (hitboxes) unidas a cada parte móvil para asegurar la precisión durante su movimiento.
Las cajas de colisión (o delimitadoras) se utilizan para detectar colisiones en una única dirección, como un personaje siendo golpeado por un puñetazo o una bala. No son adecuadas para la detección de colisiones interactivas (por ejemplo, colisionar contra una pared) debido a la dificultad que experimentan tanto los humanos como las IAs para gestionar las ubicaciones siempre cambiantes de estas cajas delimitadoras; este tipo de colisiones, por norma general, se gestionan con cajas delimitadores mucho más simples alineadas con los ejes. Aun así algunos jugadores suelen usar el término "hitbox" para referirse a este tipo de interacciones.